# Sterrenwachtpark
Het Sterrenwachtpark of Singelpark Sterrenwachtlaan is een park, gelegen in Leiden aan het water van de Witte Singel en de Sterrenwachtlaan. Het park komt uit aan de ene kant op de Kaiserstraat en aan de andere kant bij de 5e Binnenvestgracht, Sterrenwachtlaan en de tweede ingang van de Hortus botanicus bij de Oude Sterrewacht. Het park is onderdeel van het Singelpark.

## Geschiedenis

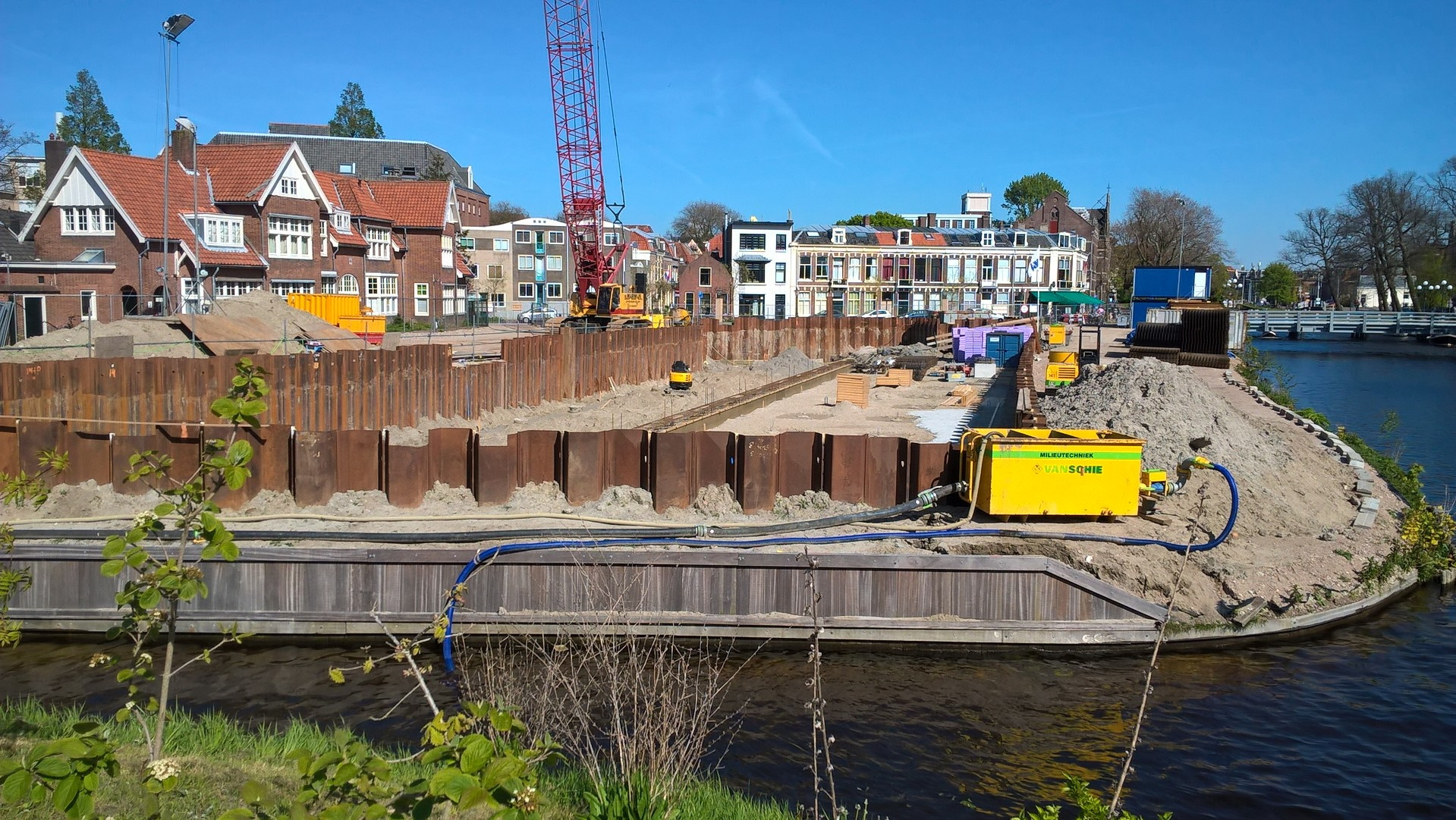
In 2016 was het Van der Klaauw Laboratorium al afgebroken en werden er woningen gebouwd. Rechts en vooraan langs het water van de Witte Singel zal het Sterrenwachtpark komen.

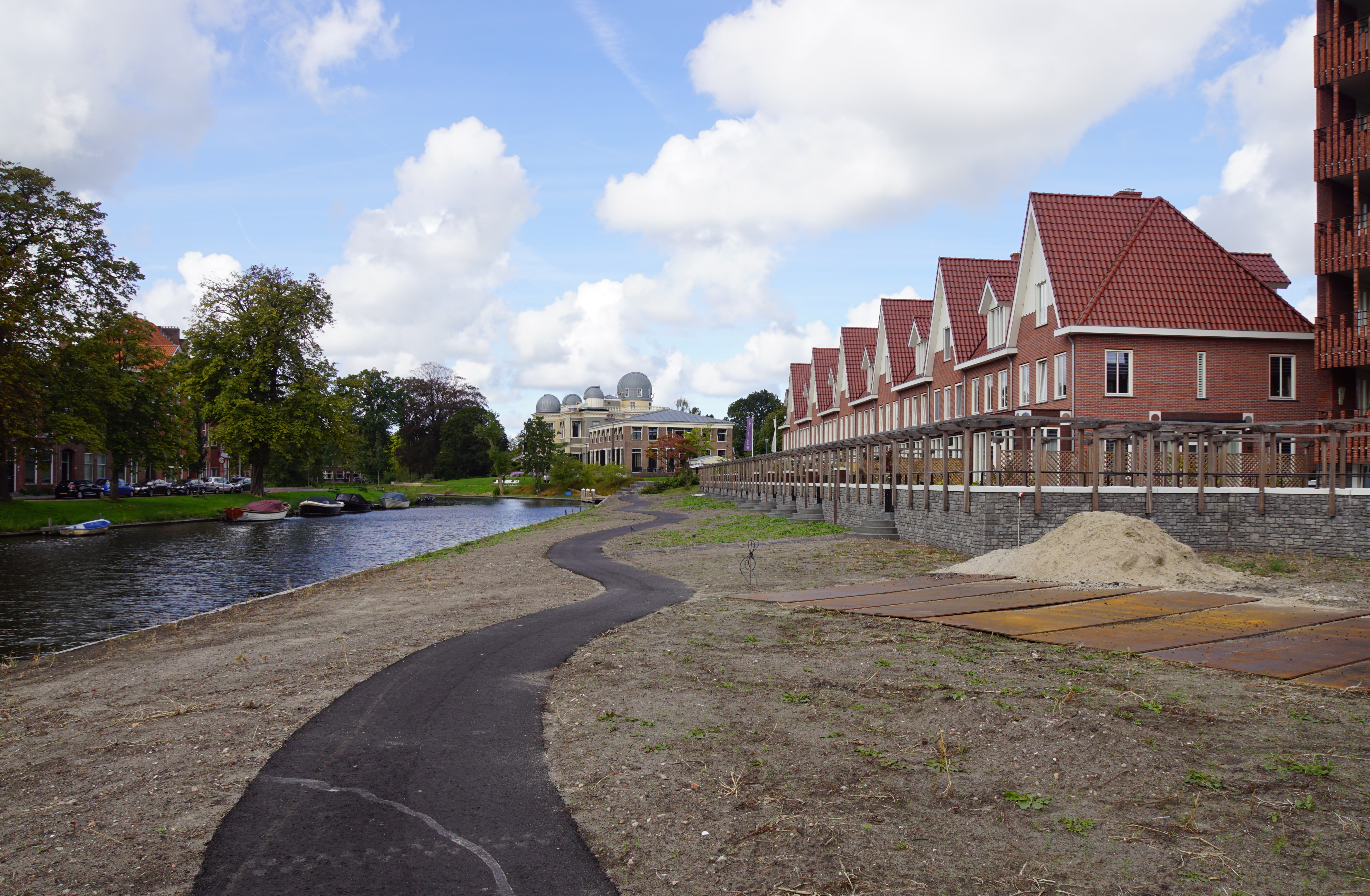
Sterrenwachtpark in aanleg anno 2018 met op de achtergrond de Oude Sterrewacht en rechts de nieuwe stadsvilla's.

In 2014 liet de Universiteit Leiden de Sterrenwachtlaan herontwikkelen tot stadsvilla's en een woontoren ter vervanging van de Van der Klaauwtoren en bijgebouwen die jaren door het Institute of Evolutionary and Ecological Sciences, onderdeel van de faculteit Wiskunde en Natuurwetenschappen, werden gebruikt. De Sterrenwachtlaan zelf bleef eigendom van de universiteit net als de strook groen langs de singel, waar het Sterrenwachtpark werd aangelegd dat onderdeel zou worden van het Singelpark. In 2017 kwamen de woningen gereed, de parkaanleg werd in 2018 uitgevoerd.
In 2019 sloot de universiteit het park af door onenigheid met de gemeente Leiden over ligplaatsvergunningen, die verstrekt zouden worden ten behoeve van de twaalf stadsvilla's die aan de Sterrenwachtlaan waren gebouwd en waarvan de tuin toegang geeft tot het park. Op 1 mei was het park weer opengesteld voor publiek.

## Regels
In het Sterrenwachtpark mag anno 2022 niet gefietst worden, zijn honden niet toegestaan en mogen er geen groepsactiviteiten zoals picknicken plaatsvinden. Het park valt onder een deel van het Singelpark waarvoor een omlooproute wordt aangegeven voor rolstoelgebruikers omdat de route van/naar de 5e Binnenvestgracht loopt via een trap. 